# Кохлодина блестящая
Кохлодина блестящая, или веретеновидка гладкая, или улитка запертая блестящая, или кохлодина скалистая, или улитка пластинчатая (лат. Cochlodina laminata) — вид наземных стебельчатоглазых брюхоногих моллюсков рода Cochlodina семейства клаузилиид (Clausiliidae). Встречается в Европе (кроме некоторых наиболее южных и северных регионов) и на Северном Кавказе. Является наиболее широко распространённым видом семейства. Обитает в смешанных и широколиственных лесах, в старых парках и садах, а в горах и в хвойных лесах. Живёт на мшистых стволах деревьев и под корой гнилых пней и валежин, в подстилке, на сырых скалах и камнях; избегает болотистых мест. Питается различными грибами и гниющими частями высших растений.

## Описание
Раковина левозавитая, веретеновидная, несколько вздутая, твердостенная, слабо просвечивающая, блестящая, коричневая или красноватая, состоит из 10—11,5 умеренно выпуклых оборотов. Высота раковины 14—18 мм, ширина 3,7—4,2 мм. Высота устья 3,8—4,2 мм, ширина 2,8—3,2 мм. Базального киля нет. Верхушка не слишком широкая, округлая. Эмбриональные обороты (около 2,5) гладкие. Постэмбриональные обороты почти гладкие, очень слабо неравномерно исчерчены. Затылочное утолщение почти не выражено. Палатальная мозоль от очень слабой до умеренно хорошо выраженной. Базального желобка нет. Устье округло-ромбическое. Края устья довольно широкие, с белой губой. Верхняя пластинка доходит до края устья. Верхняя и спиральная пластинки лежат на разном расстоянии от колумеллы, не соединены, обычно заходят друг за друга. Нижняя пластинка далеко выступает в просвет устья, четко видна при прямом положении раковины. Субколумеллярная пластинка видна через устье. Из палатальных складок хорошо выражены главная, верхняя и нижняя, они начинаются на задней стенке раковины справа. Главная и нижняя палатальные складки обычно видны через устье даже при прямом положении раковины, верхняя палатальная складка — несколько глубже. Нижняя палатальная складка длиннее верхней и намного короче главной. Изредка между верхней и нижней палатальными складками может находиться ещё одна короткая и очень слабая палатальная складка. Иногда между дальними концами верхней и нижней палатальных складок проходит очень слабая полулунная складка. Лопасть клаузилия с двумя крупными выемками. Вес взрослых особей составляет 138±5 мг.
Несмотря на обширный ареал вид сравнительно мало изменчив. Наибольшим колебаниям подвержена высота раковины, которая в неблагоприятных условиях (например, высоко в горах) уменьшается до 12—14 мм, а в особо благоприятных условиях достигает 19—20 мм. Ширина раковины изменяется значительно меньше.

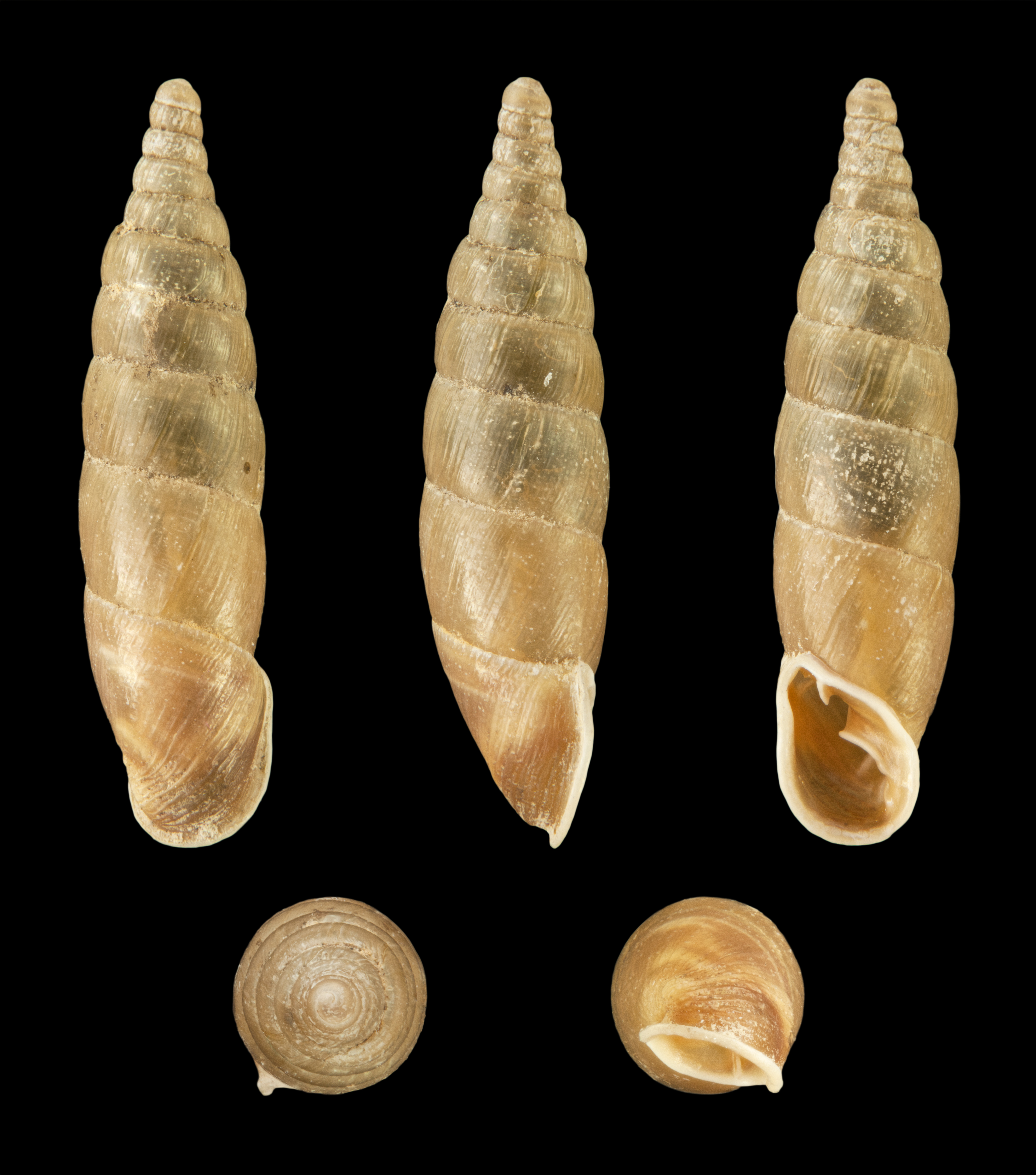
Раковина Cochlodina laminata
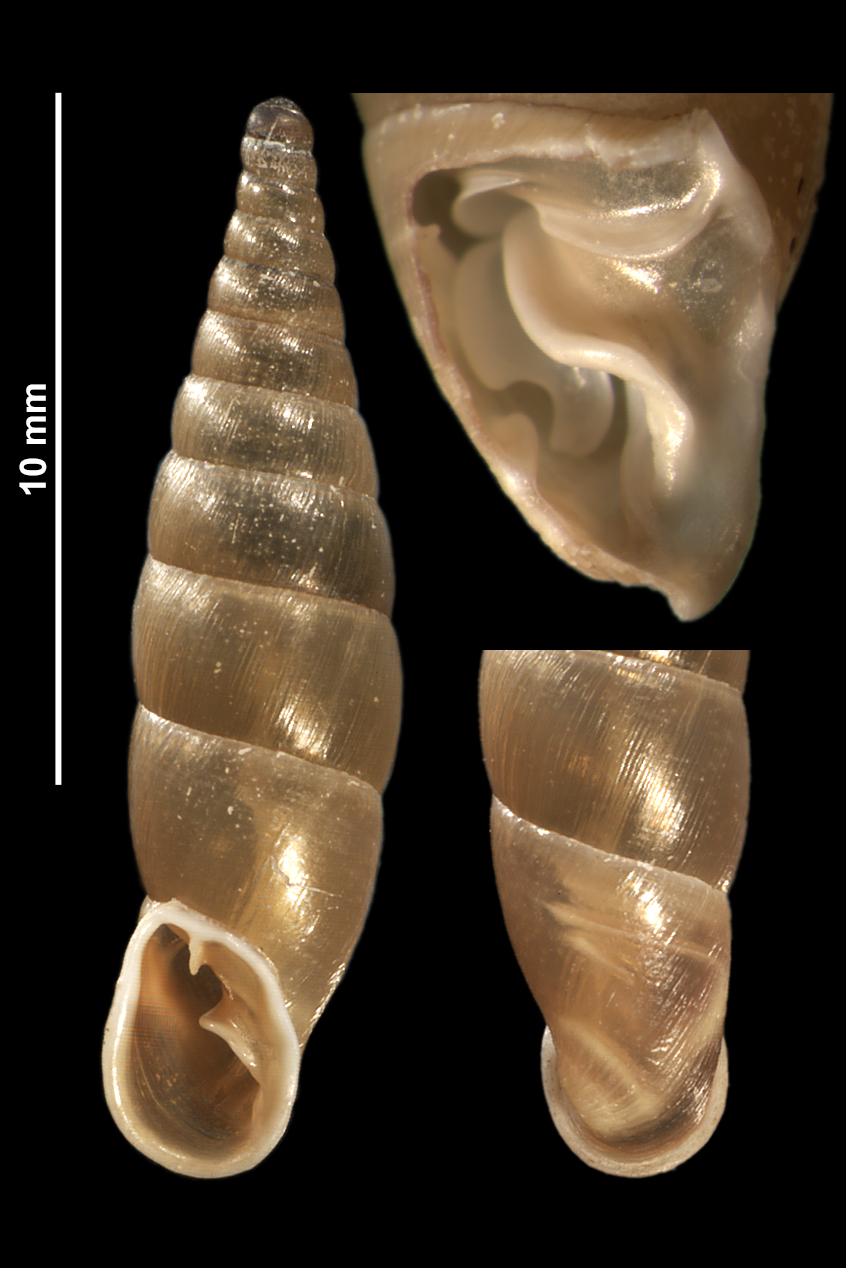
Раковина Cochlodina laminata. Справа вверху: вид на устье слева, палатальная стенка раковины удалена
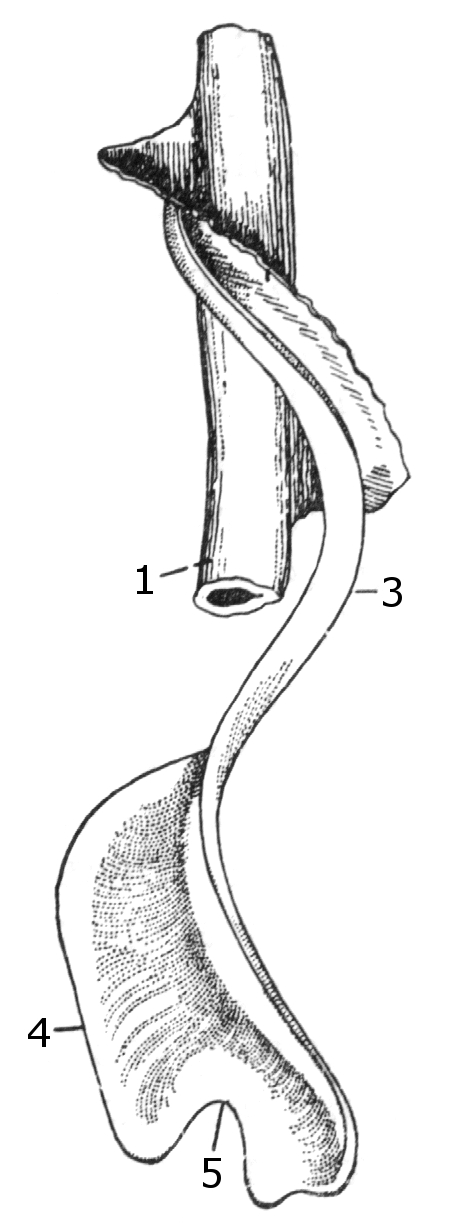
Клаузилий Cochlodina laminata
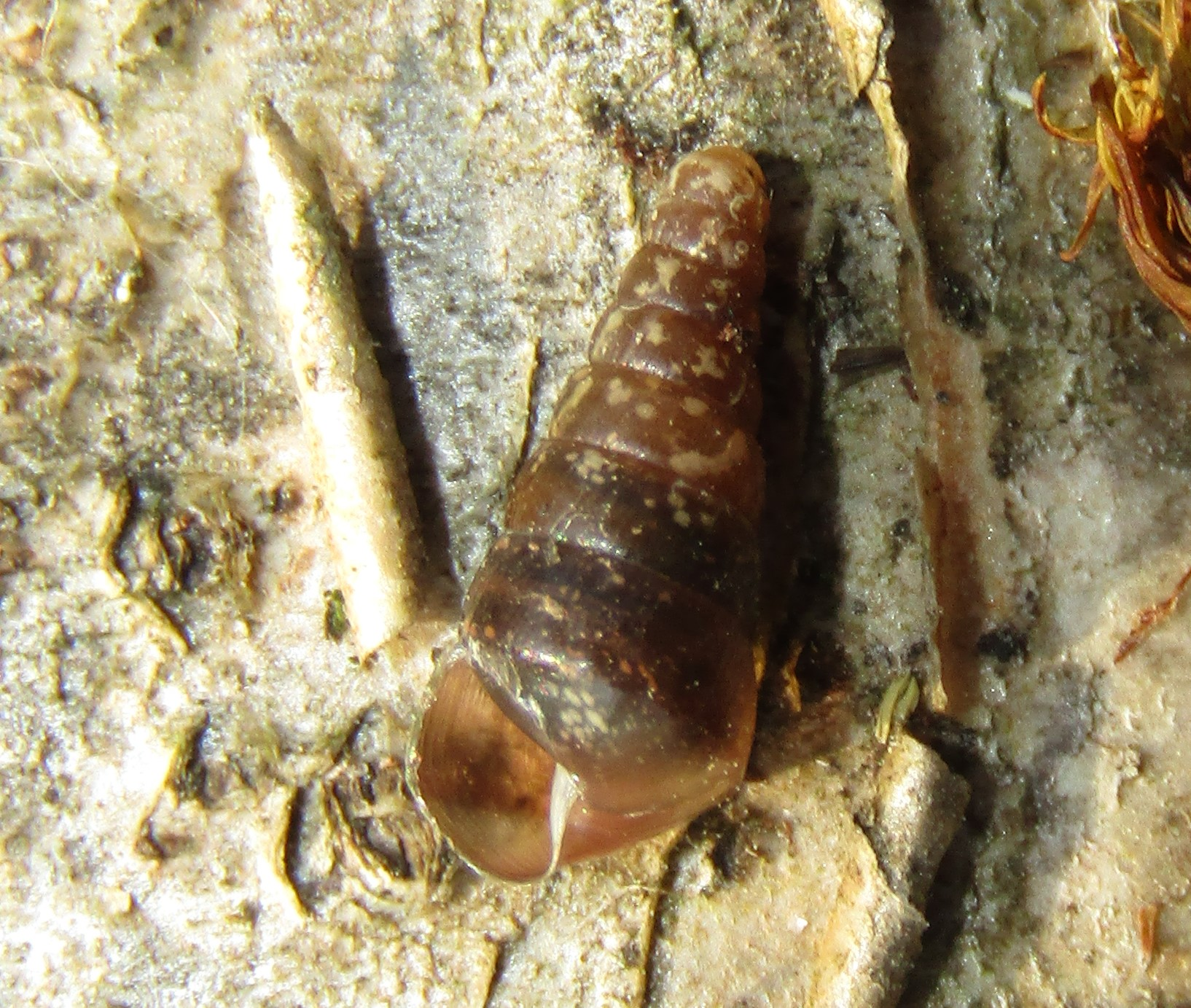
Молодая особь

## Распространение
C. laminata является наиболее широко распространённым видом семейства клаузилиид (Clausiliidae). Встречается в Европе (кроме некоторых наиболее южных и северных регионов) и на Северном Кавказе. Ареал занимает бо́льшую часть европейской территории бывшего СССР, всю центральную и значительную часть западной Европы (Франция, Пиренеи). Его северная граница проходит через южную Шотландию, южную Норвегию (до 64° с. ш.), южную Швецию и Финляндию (до 62° с. ш.). В южной Европе (Италия, южная часть Балканского полуострова) ареал носит разорванный характер. На восток доходит до Удмуртии, Башкортостана. В Швейцарии и Болгарии обитает на высоте до 2000 метров над уровнем моря. В центральной Европе и в западных областях европейской части бывшего СССР данный вид является одним из наиболее многочисленных и часто встречающихся моллюсков. В четвертичных отложениях раковины этого вида часто встречаются в пределах современного ареала.
По байрачным и пойменным лесам вид проникает далеко на юг в глубь степной зоны европейской части бывшего СССР до Крымских гор и Северного Кавказа (живёт только в байрачных лесах Ставропольского края: Ставрополь, Георгиевск, Железноводск, Пятигорск). По-видимому, в данные регионы этот моллюск проник во время плиоцена со стороны Русской равнины, когда её юг был покрыт лесами. Когда юг Русской равнины и север Крымского полуострова заняли степи, эти популяции оказались отрезанными от основного ареала. Вид отсутствует в Закавказье и Причерноморской низменности.

В Европе в ареал входят Австрия, Албания, Андорра, Беларусь, Бельгия, Болгария, Босния и Герцеговина, Великобритания, Венгрия, Германия, Греция, Дания (включая остров Борнхольм), Ирландия, Испания (север материковой части), Италия (материковая часть), Косово, Латвия, Литва, Лихтенштейн, Люксембург, Молдова, Нидерланды, Норвегия, Польша, Россия, Румыния, Северная Ирландия, Северная Македония, Сербия, Словакия, Словения, Украина, Финляндия, Франция (материковая часть), Хорватия, Черногория, Чехия, Швейцария, Швеция (включая остров Готланд), Эстония.

## Биология

### Места обитания и образ жизни
Обитает в смешанных и широколиственных лесах, в старых парках и садах, а в горах и в хвойных лесах. Живёт на мшистых стволах деревьев и под корой гнилых пней и валежин, в подстилке, на сырых скалах и камнях; избегает болотистых мест. Особенно плотные колонии образует в сырых лесных оврагах. Сравнительно с другими видами не очень требователен к влажности, но отсутствует в сухих биотопах. К горным породам довольно индифферентен. Питается различными грибами и гниющими частями высших растений.

### Размножение
Ранней весной все особи имеют крупную белковую железу, что свидетельствует об интенсивном процессе оогенеза. Спад оогенеза наблюдается в начале мая, летом — в начале осени особи в стадии оогенеза редки. В сентябре-октябре белковая железа вновь начинает увеличиваться. В зимнюю спячку моллюски уходят в стадии оогенеза. О преимущественном протекании сперматогенеза можно судить по гипертрофированному гермафродитному протоку. Динамика сперматогенеза и оогенеза сходна, однако сперматогенез во время летнего спада явно преобладает (хотя, судя по состоянию гермафродитного протока, несколько менее интенсивен, чем весной и осенью). Зимуют моллюски также в стадии сперматогенеза.
Копулятивная активность с конца марта — апреля до сентября — октября. На весь процесс копуляции уходит около двух часов. Особи обмениваются сперматофорами, меняясь ролями донора и реципиента в процессе каждой копуляции. О прошедшей копуляции можно судить по присутствию в семяприемнике сперматофора или его остатков (лизируется сперматофор быстро). Откладка яиц с мая до конца июня — конца июля, наиболее интенсивна она обычно в мае — июне: в этот период приблизительно каждая десятая особь содержит в матке яйца. На формирование и откладку яиц уходит около суток. Откладка яиц может происходить порциями. Так, экземпляр, у которого через раковину просвечивали 8 яиц, был помещён в садок, где через 10—12 ч. отложил 4 яйца. Спустя 8 ч. было видно, что оставшиеся яйца всё ещё находятся в матке, по прошествии ещё 8 ч. они уже отсутствовали. В матке может находиться от 3 до 12 яиц (среднее значение 7,73).
Яйца прозрачные, шаровидные, в среднем их диаметр составляет 1,3 мм. В основном они откладываются на гниющую древесину. В одной кладке может находиться от 1 до 27 яиц. Инкубационный период в лабораторных условиях составляет 7—16 дней и зависит от температуры. Процесс вылупления занимает около 10 часов. Только что вылупившиеся улитки имеют раковины с 2—2,75 оборотами и проводят свои первые 20 часов жизни у кладок, поедая оболочку яиц. На достижение половой зрелости уходит 95—455 дней. Продолжительность жизни составляет почти 7 лет.

### Паразиты
На C. laminata паразитируют трематоды Brachylaima spp. (сборный вид), Urogonimus cardis и нематода Ovomermis albicans.

## Охрана
C. laminata имеет широкое распространение и является обычным видом в подходящих местообитаниях. В некоторых регионах ему угрожает уничтожение и трансформация местообитаний, вырубка лесов, проведение лесохозяйственной деятельности в существующих лесах (санитарные рубки и вывозы древесины), добыча пород, фрагментация и сокращение площади биотопов грунтовыми дорогами, загрязнение, чрезмерная рекреация. Редок в степной зоне Украины, где занимает небольшие площади в ограниченном числе местонахождений в естественных лесных сообществах. Считается уязвимым видом в Ирландии. Занесён в Красную книгу Кировской области (III категория. Редкий малочисленный вид). Международный союз охраны природы (МСОП) оценивает C. laminata как вид, вызывающий наименьшие опасения.

## Систематика

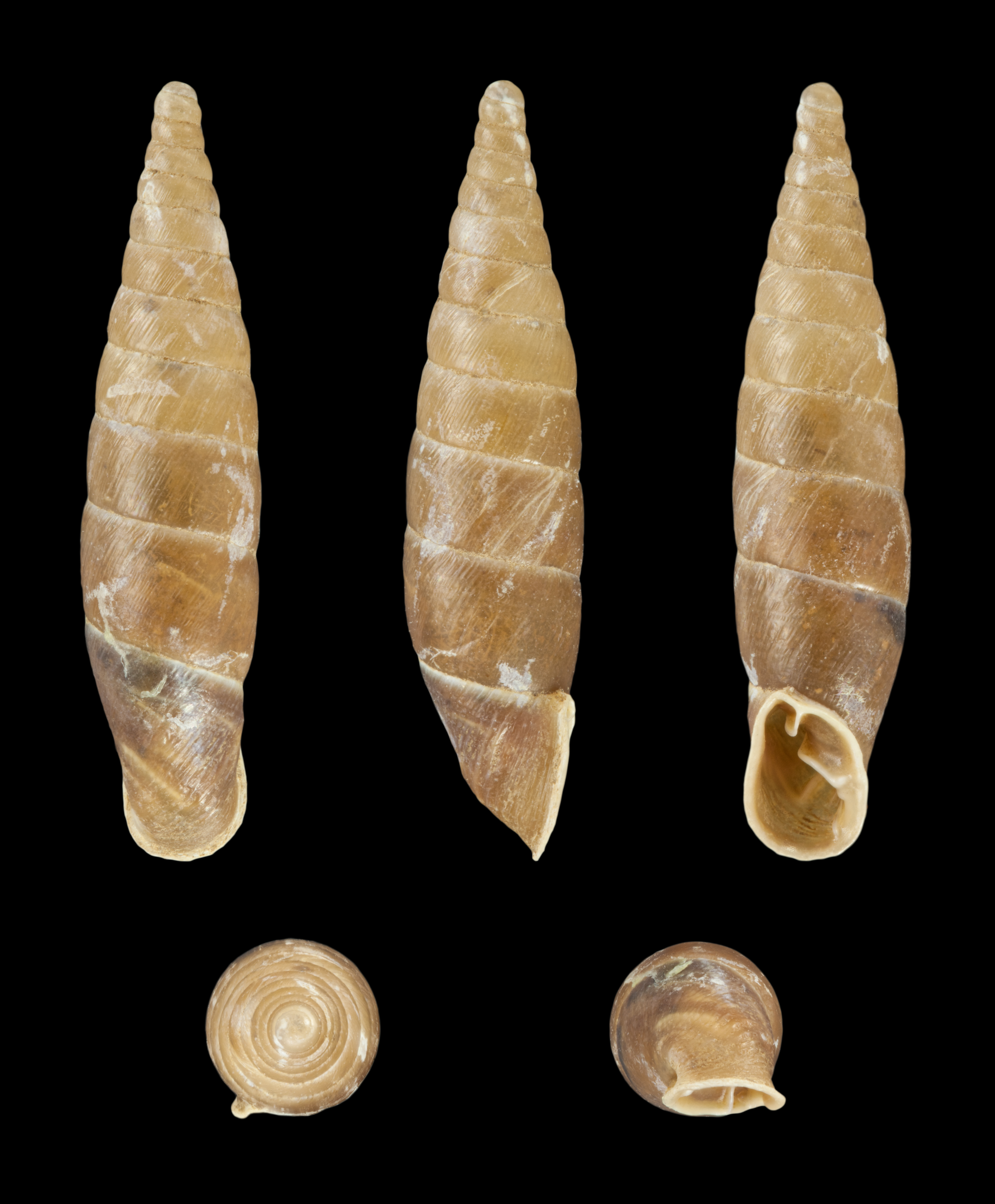
Cochlodina laminata grossa

Впервые вид описал английский естествоиспытатель Джордж Монтегю в 1803 году из окрестностей города Сануидж в Англии. Ему было дано название Turbo laminatus. Согласно одному из вариантов классификации, где род Cochlodina разделяется на подроды, C. laminata относится к подроду Cochlodina Férussac, 1821, в который также входят Cochlodina dubiosa и Cochlodina inaequalis.
Выделяется семь подвидов:
- Cochlodina laminata albanica  Jaeckel, 1956 — Албания, Босния и Герцеговина, Северная Македония, Черногория.
- Cochlodina laminata grossa  (Rossmässler, 1835) — Словения, Хорватия.
- Cochlodina laminata insulana  E. Gittenberger, 1967 — Хорватия.
- Cochlodina laminata laminata  (Montagu, 1803) — номинативный подвид. Ареал: все страны, перечисленные в разделе «Распространение», кроме Албании, Косова, Сербии и Словении➤.
- Cochlodina laminata nana  (Möllendorff, 1873) — Босния и Герцеговина, Черногория.
- Cochlodina laminata oreinos  (A. J. Wagner, 1914) — Косово, Северная Македония, Сербия.
- Cochlodina laminata partita  (Westerlund, 1892) — Болгария.